# Five (album)
Pour les articles homonymes, voir Five.
Albums de Ayumi Hamasaki
Love songs
(2010) Party Queen
(2012)
EPs par Ayumi Hamasaki
Memorial address
(2003) LOVE
(2012)
FIVE est un mini-album de Ayumi Hamasaki, le 2e sorti sous le label avex trax.

## Présentation
Le mini-album sort le 31 août 2011 au Japon sous le label avex trax ; il sort moins d'un an après le précédent album original de la chanteuse, Love songs sorti en décembre précédent, et huit ans après son précédent mini-album, Memorial address sorti en 2003. Il atteint la 1re place du classement des ventes de l'Oricon. Il se vend à 127 024 exemplaires la première semaine, et reste classé pendant vingt semaines pour un total de 213 495 exemplaires vendus. C'est le premier album de Ayumi depuis (miss)understood en 2006 à rester N°1 à l'Oricon deux semaines consécutives.
L'album ne contient que cinq titres, tous inédits, mais qui servent tous de thèmes musicaux à des publicités, des programmes télévisés, et à un jeu vidéo ; l'édition « CD seul » régulière contient en plus la version orchestrale de l'un d'eux. Sort aussi une édition limitée « CD seul » avec une pochette différente, sans le titre orchestral, mais avec à la place une carte d'accès pour télécharger le costume d'un personnage du jeu vidéo Tales of Xillia sur PS3, pour lequel la chanson progress du mini-album sert de thème musical.
L'album sort aussi au format CD+DVD, avec une pochette différente et un DVD en supplément contenant les clips vidéos des cinq chansons et leurs making of. Le CD de cette version contient aussi une piste cachée qui commence environ 30 secondes après la dernière chanson, BRILLANTE ; il s'agit d'une autre version de l'une des chansons de l'album, Why..., mais avec Urata Naoya en featuring à la place de Juno, et avec des arrangements différents. Les premières éditions de la version CD+DVD contiennent un numéro de série pour accéder à un site spécial où visionner en streaming le making-of du concert « ayumi hamasaki COUNTDOWN LIVE 2010-2011 A 〜do it again〜 ».

## Liste des titres
| CD de l'édition régulière | CD de l'édition régulière      | CD de l'édition régulière | CD de l'édition régulière | CD de l'édition régulière | CD de l'édition régulière | CD de l'édition régulière | CD de l'édition régulière | CD de l'édition régulière | CD de l'édition régulière |
| No                        | Titre                          | Durée                     |                           |                           |                           |                           |                           |                           |                           |
| ------------------------- | ------------------------------ | ------------------------- | ------------------------- | ------------------------- | ------------------------- | ------------------------- | ------------------------- | ------------------------- | ------------------------- |
| 1.                        | progress                       | 5:05                      |                           |                           |                           |                           |                           |                           |                           |
| 2.                        | ANother song feat. URATA NAOYA | 5:21                      |                           |                           |                           |                           |                           |                           |                           |
| 3.                        | Why... feat. JUNO              | 3:57                      |                           |                           |                           |                           |                           |                           |                           |
| 4.                        | beloved                        | 5:19                      |                           |                           |                           |                           |                           |                           |                           |
| 5.                        | BRILLANTE                      | 5:55                      |                           |                           |                           |                           |                           |                           |                           |
| 6.                        | beloved (Orchestra version)    | 6:10                      |                           |                           |                           |                           |                           |                           |                           |
| 31:53                     |                                |                           |                           |                           |                           |                           |                           |                           |                           |

| CD de l'édition limitée | CD de l'édition limitée        | CD de l'édition limitée | CD de l'édition limitée | CD de l'édition limitée | CD de l'édition limitée | CD de l'édition limitée | CD de l'édition limitée | CD de l'édition limitée | CD de l'édition limitée |
| No                      | Titre                          | Durée                   |                         |                         |                         |                         |                         |                         |                         |
| ----------------------- | ------------------------------ | ----------------------- | ----------------------- | ----------------------- | ----------------------- | ----------------------- | ----------------------- | ----------------------- | ----------------------- |
| 1.                      | progress                       | 5:05                    |                         |                         |                         |                         |                         |                         |                         |
| 2.                      | ANother song feat. URATA NAOYA | 5:21                    |                         |                         |                         |                         |                         |                         |                         |
| 3.                      | Why... feat. JUNO              | 3:57                    |                         |                         |                         |                         |                         |                         |                         |
| 4.                      | beloved                        | 5:19                    |                         |                         |                         |                         |                         |                         |                         |
| 5.                      | BRILLANTE                      | 5:55                    |                         |                         |                         |                         |                         |                         |                         |
| 25:36                   |                                |                         |                         |                         |                         |                         |                         |                         |                         |

| CD de l'édition CD+DVD | CD de l'édition CD+DVD                                    | CD de l'édition CD+DVD | CD de l'édition CD+DVD | CD de l'édition CD+DVD | CD de l'édition CD+DVD | CD de l'édition CD+DVD | CD de l'édition CD+DVD | CD de l'édition CD+DVD | CD de l'édition CD+DVD |
| No                     | Titre                                                     | Durée                  |                        |                        |                        |                        |                        |                        |                        |
| ---------------------- | --------------------------------------------------------- | ---------------------- | ---------------------- | ---------------------- | ---------------------- | ---------------------- | ---------------------- | ---------------------- | ---------------------- |
| 1.                     | progress                                                  | 5:05                   |                        |                        |                        |                        |                        |                        |                        |
| 2.                     | ANother song feat. URATA NAOYA                            | 5:21                   |                        |                        |                        |                        |                        |                        |                        |
| 3.                     | Why... feat. JUNO                                         | 3:57                   |                        |                        |                        |                        |                        |                        |                        |
| 4.                     | beloved                                                   | 5:19                   |                        |                        |                        |                        |                        |                        |                        |
| 5.                     | BRILLANTE (suivi du titre caché Why... feat. URATA NAOYA) | 10:05                  |                        |                        |                        |                        |                        |                        |                        |
| 29:49                  |                                                           |                        |                        |                        |                        |                        |                        |                        |                        |

| 1.  | progress (video clip)                        |  |
| 2.  | ANother song feat. URATA NAOYA (video clip)  |  |
| 3.  | Why... feat. JUNO (video clip)               |  |
| 4.  | beloved (video clip)                         |  |
| 5.  | BRILLANTE (video clip)                       |  |
| 6.  | progress (Making clip)                       |  |
| 7.  | ANother Song feat. URATA NAOYA (Making clip) |  |
| 8.  | Why... feat. JUNO (Making clip)              |  |
| 9.  | beloved (Making clip)                        |  |
| 10. | BRILLANTE (Making clip)                      |  |